# غدا محمد
غدا محمد (بالفارسية: گدامحمد) هي قرية تقع في قسم قلندرآباد الريفي في إيران. يقدر عدد سكانها بـ 0 نسمة بحسب إحصاء 2016.